# Sonny Gray
Sonny Douglas Gray (né le 7 novembre 1989 à Nashville, Tennessee, États-Unis) est un lanceur droitier des Ligues majeures de baseball jouant avec les Cardinals de Saint-Louis. Il a été sélectionné à deux reprises au match des étoiles de la Ligue majeure de baseball en 2015 et 2019.

## Carrière

### Athletics d'Oakland

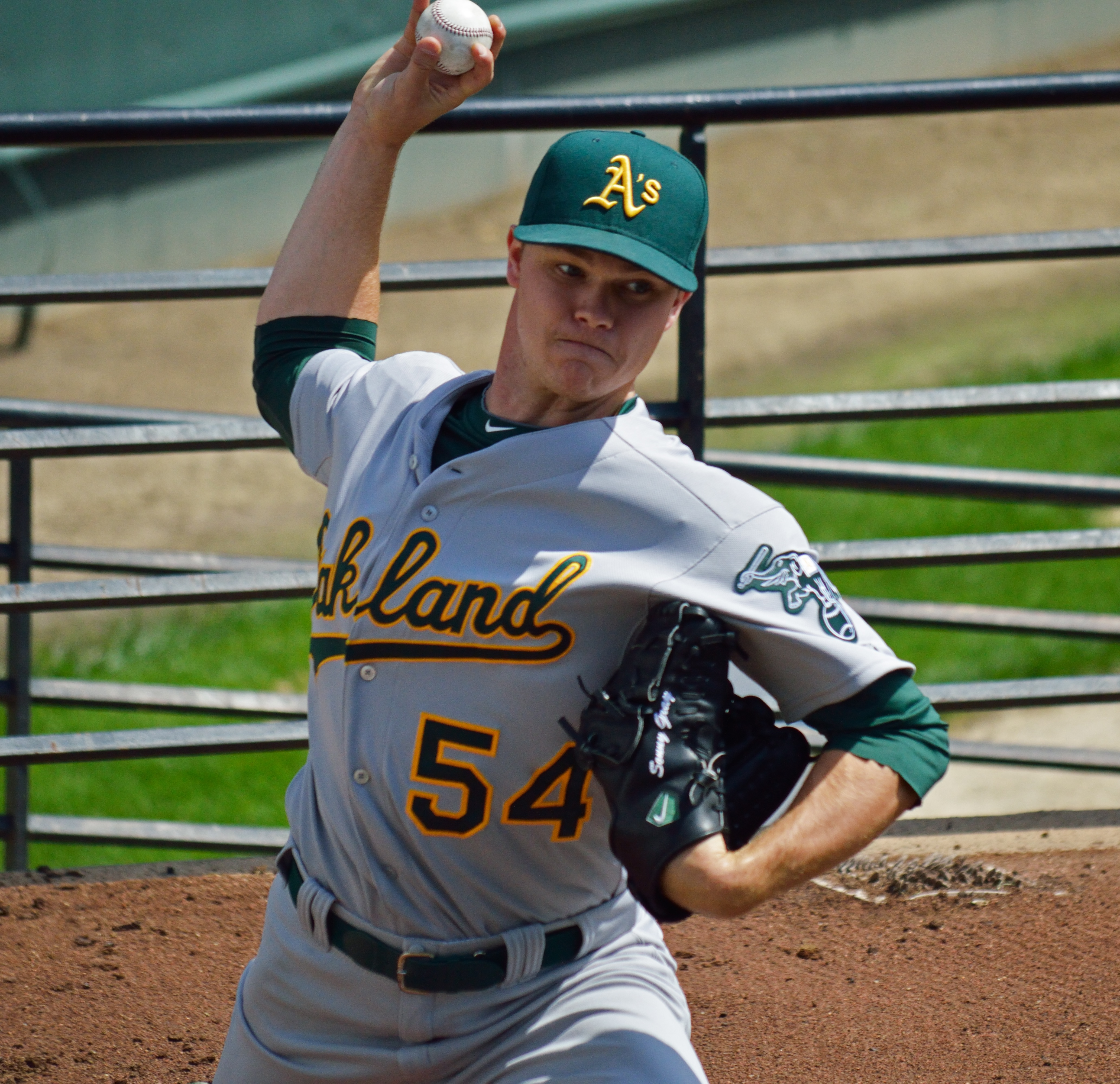
Sonny Gray en 2013.

Sonny Gray est repêché par les Cubs de Chicago au 27e tour de sélection en 2008 mais il ne signe pas avec le club et rejoint l'université Vanderbilt à Nashville. Il est le choix de première ronde des Athletics d'Oakland en 2011.
En 2011, Gray aide les Commodores de Vanderbilt à se qualifier pour la première fois pour les College World Series,. Début 2012, il est classé 65e sur la liste annuelle des 100 meilleures joueurs d'avenir selon Baseball America.

#### Saison 2013
C'est comme lanceur de relève que Sonny Gray, un lanceur partant dans les ligues mineures, fait ses débuts dans le baseball majeur le 10 juillet 2013, quand les Athletics d'Oakland l'envoient au monticule face aux Pirates de Pittsburgh. Il est partant pour la première fois le 10 août à Toronto et savoure sa première victoire en carrière le 15 août sur les Astros de Houston. En 12 matchs dont 10 départs en saison régulière 2013, Gray affiche une moyenne de points mérités d'à peine 2,67 en 64 manches lancées. Il enregistre 67 retraits sur des prises, remporte 5 victoires et encaisse 3 défaites.

##### Séries éliminatoires
En séries éliminatoires, il est le lanceur partant des Athletics dans le second match de la Série de divisions de la Ligue américaine face aux Tigers de Détroit le 5 octobre. Il livre un épique duel de lanceurs, à Justin Verlander. En 8 manches au monticule pour ce premier match éliminatoire, Gray n'accorde aucun point sur 4 coups sûrs et retire 9 adversaires sur des prises. Il n'est pas impliqué dans la décision mais Oakland remporte le match 1-0. Cinq jours plus tard, Gray est choisi pour une fois de plus affronter Verlander dans le match décisif de cette série contre les Tigers.

#### Saison 2014

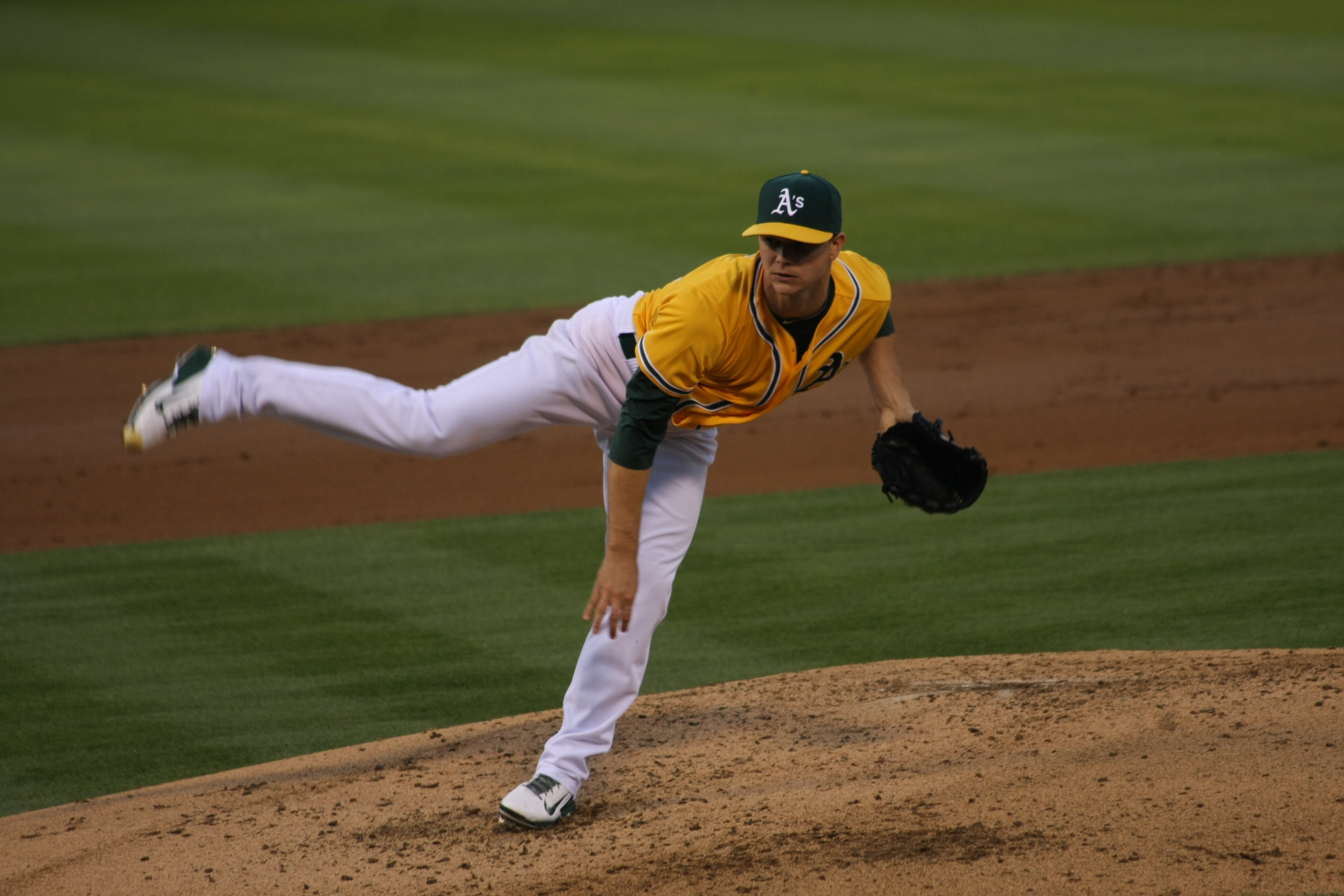
Sonny Gray en 2013.

Avec 4 victoires, une défaite, une moyenne de points mérités de 1,76 et le premier match complet et blanchissage de sa carrière, réalisé le 28 avril aux dépens des Rangers du Texas, Sonny Gray est nommé meilleur lanceur du mois d'avril dans la Ligue américaine. Il reçoit le même honneur en juillet suivant grâce à 5 victoires, aucune défaite et une moyenne de points mérités de 1,03.
Sa moyenne de points mérités de 3,08 est la meilleure chez les lanceurs partants des A's en 2014, et il mène aussi l'équipe pour les manches lancées (219), les départs (33) et les retraits sur des prises (183). Gray connaît une saison de 14 victoires contre 10 défaites.

#### Saison 2015
Invité pour la première fois au match des étoiles en 2015, Sonny Gray est finaliste au trophée Cy Young du meilleur lanceur de l'année dans la Ligue américaine et prend le 3e rang du vote, derrière le lauréat Dallas Keuchel et David Price. Sa moyenne de points mérités de 2,73 (en 208 manches lancées) est la 3e meilleure de l'Américaine après celles de Price et Keuchel. En 31 départs, Gray remporte 14 victoires et 7 défaites, lance 3 matchs complets, réalise deux blanchissages pour mener les lanceurs de l'Américaine, et réussit 169 retraits sur des prises.

#### Saison 2016
Gray connaît une très difficile saison en 2016, avec plusieurs séjours sur la liste des blessés. En 22 départs, sa moyenne de points mérités de 5,69 en 117 manches lancées est de loin sa plus élevée en carrière. Gagnant de 5 matchs, il encaisse 11 défaites.

#### Saison 2017
Il amorce la saison 2017 sur la liste des joueurs inactifs en raison d'une blessure au muscle grand dorsal et rate tout le mois d'avril.
Écoulant la dernière année de son contrat, Gray est efficace à ses derniers moments à Oakland avec une moyenne de points mérités de 3,43 en 16 départs et 97 manches lancées en 2017, ce qui en fait un des lanceurs les plus convoités à l'approche de la date limite des échanges du 31 juillet.

### Yankees de New York
Le 31 juillet 2017, Oakland échange Sonny Gray aux Yankees de New York contre Dustin Fowler, un prometteur joueur de champ extérieur, et deux joueurs des ligues mineures : l'arrêt-court Jorge Mateo et le lanceur droitier James Kaprielian.